# 1966 en dadaïsme et surréalisme
Pour l'année, voir 1966.
 Chronologie de dada et du surréalisme 
- 1962
- 1963
- 1964
- 1965
- 1966
- 1967
- 1968
- 1969
- 1970

Cet article présente les faits marquants de l'année 1966 en dadaïsme et surréalisme.

## Éphémérides

### Avril
- 19 avril
André Breton écrit le tract Ni aujourd'hui, ni de cette manière dans lequel il se refuse à faire le rapprochement entre les revendications de certains artistes trotskystes d'aujourd'hui et la Fédération internationale des artistes révolutionnaires et indépendants (F.I.A.R.I.) de 1938 : « Aujourd'hui, la liberté a moins besoin de défenseurs que d'inventeurs. »[1].

### Juin
- 7 juin
Mort de Hans Arp à Bâle (Suisse)[2].

- 10 juin
André Breton, Anthologie de l'humour noir, réédition avec un liminaire écrit le 16 mai[3].

### Septembre
- 28 septembre
Mort d’André Breton. Marcel Duchamp : « Je n'ai pas connu d'homme qui ait une plus grande capacité d'amour. Un plus grand pouvoir d'aimer la grandeur de la vie et l'on ne comprend rien à ses haines si l'on ne sait pas qu'il s'agissait pour lui de protéger la qualité même de son amour de la vie, du merveilleux de la vie. Breton aimait comme un cœur qui bat. Il était l'amant de l'amour dans un monde qui croit à la prostitution. C'est là son signe. »[4].

### Octobre
- 1er octobre
Inhumation d'André Breton au cimetière des Batignolles, à Paris. Épitaphe : « Je cherche l'or du temps » extrait de l' Introduction au discours sur le peu de réalité[5].

- 8 octobre
Au Kunsthaus de Zurich, exposition commémorative pour les cinquante ans de la naissance de Dada[6].

### Novembre
- 30 novembre
Rétrospective Dada au musée d'art moderne de Paris. Max Ernst : « Dada était une bombe. Qui s'emploierait à en recueillir les éclats, à les coller ensemble et à les montrer ? Que sauront-ils de plus ? On va leur montrer des objets, des collages. Par cela, nous exprimions notre dégoût, notre indignation, notre révolte. Eux n'y verront qu'une phase, qu'une « étape » comme ils disent, de l'Histoire de l'Art. »[7].

- Jean Arp, Jours effeuillés, publication posthume : poèmes, essais et souvenirs écrits entre 1915 et 1948[8].

### Cette année-là
- Après avoir rencontré André Breton à Paris, l'écrivain américain Franklin Rosemont et sa femme Pénélope fondent un groupe surréaliste à Chicago (Illinois). La naissance de ce groupe est actée par la publication d'un tract intitulé Avis de canicule ! suivi par le premier numéro d'une revue intitulée Le Surréalisme et la révolution[9].

### Œuvres
- Jean Arp

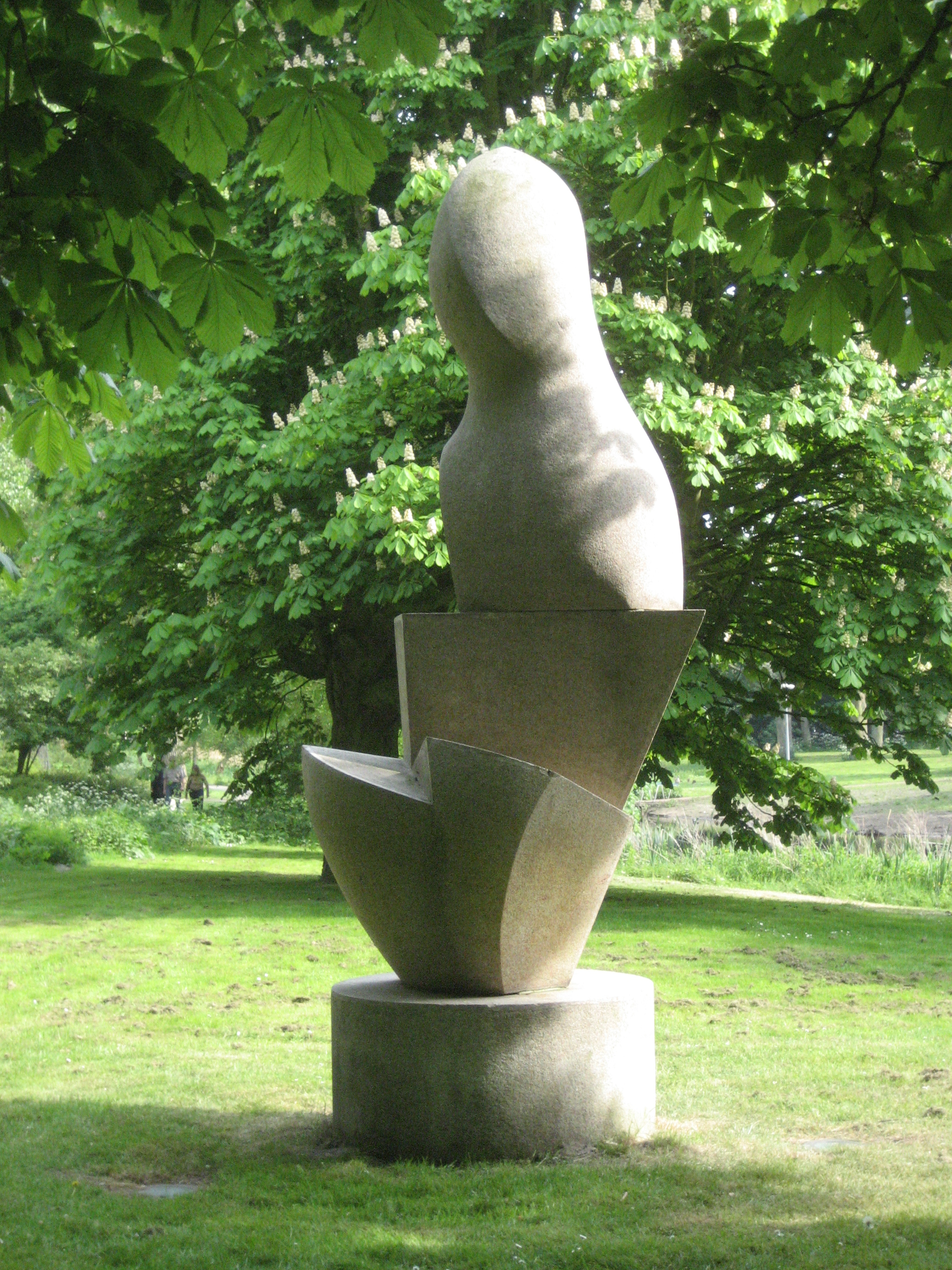
Hans Arp, Scrutant l'horizon

  - Jours effeuillés, poèmes, essais et souvenirs écrits entre 1915 et 1948. Préface de Marcel Jean[10].
  - Scrutant l'horizon, sculpture[11]
- André Breton
  - Anthologie de l'humour noir, nouvelle édition revue et corrigée, édité chez Jean-Jacques Pauvert, achevé d'imprimé le 10 juin[12]
- Marcel Duchamp
  - Étant donnés : 1° la chute d'eau, 2° le gaz d'éclairage, variante du Grand verre, élaborée depuis 1946, inachevée[13]
- Eric Grate
  - Magna mater, sculpture en terre cuite[14]
- Jane Graverol
  - Miroir sans tain, peinture[15]
  - La Raison de vivre, huile sur toile et collage[16]
- Asger Jorn
  - The Minstrels of Meigle, huile sur toile[17]
- Frederick J. Kiesler
  - La Grotte de la méditation, maquette[18]
- Georges Malkine
  - Demeure d'Erik Satie, huile sur toile[19]
- René Magritte
  - L'Aimable vérité, huile sur toile[20]
  - L'Heureux donateur, huile sur toile[21]
- Matta
  - Promenade de Vénus, huile sur toile[22]
- Joan Miró
  - Le Dedans et le dehors, huile sur toile[23]
- Ladislav Novák
  - Le Gothique de Prague, collage-alchimage[24]
- Meret Oppenheim
  - Bon appétit, Marcel ! (La Reine blanche), « ready-made arrangé » à l'attention de Marcel Duchamp, première version, technique mixte : reine de jeu d'échecs en pâte à pain allongée sur une assiette blanche encadrée d'une fourchette et d'un couteau, le tout posé sur un échiquier, avec un verre dans le coin supérieur gauche[25]
- Toyen
  - Paravant screen, huile et collage sur toile[26]